# Pseudopolyptychus foliaceus
Pseudopolyptychus là một chi bướm đêm thuộc họ Sphingidae, chỉ có một loài, Pseudopolyptychus foliaceus, được tìm thấy ở Guinea, Bờ Biển Ngà, Burkina Faso, Togo và from Ghana to Nigeria.
Nó là một loài tầm thường, với cánh trước màu nâu nhạt với các đốm nâu overlain tối hơn. Ngực là màu nâu nhạt với một màu nâu sẫm đường trung tuyến dọc. Các vòi là rất ngắn. Các trên đôi forewing là màu nâu nhạt với một miếng vá subapical tối hơn màu nâu hình tam giác trên costa và một đường màu nâu tối qua tế bào discal, mở rộng thành một hình thang postmedian vá màu nâu sẫm.